# Frédérique Maillart
Pour les articles homonymes, voir Maillart.
Frédérique Maillart, née à Paris en 1946, est une sculptrice et médailleuse française.

## Biographie
En 1968, Frédérique Maillart obtient son diplôme de l’École nationale supérieure des beaux-arts de Paris où elle est élève dans l'atelier de Raymond Corbin. 
En 1970 et de 1985 à 1987, elle est pensionnaire à la Casa de Velázquez à Madrid.
En 1987, elle est lauréate du concours organisé par la Monnaie de Paris pour la réalisation de la médaille commémorant le Millénaire capétien.
Ses médailles sont signées « F. Maillart ».
L'Institut de France sur proposition de l'Académie des beaux-arts lui décerne le prix Huré-Bastendorff en 2001.